# Geijer (släkt)
Geijer ([ˈjɛ̌jɛr]) är en svensk släkt, som enligt traditionen härstammar från en adelsätt från Österrike (Geyer) som inkom till Sverige i början av 1600-talet. Den namnkunnige författaren och filosofen Erik Gustaf Geijer tillhörde nämnda släkt. Ur släkten Geijer har de adliga ätterna af Geijerstam och von Geijer utgått. Släkten var länge förknippad med olika svenska bruk, bland annat som ägare av Uddeholms bruk i Värmland.
Den 31 december 2021 var 392 personer med efternamnet Geijer folkbokförda i Sverige.

## Släktöversikt
Släktens äldste säkerställde svenska anfader var Christoffer Geijer d.ä., bergmästare i Södermanland (död 1657), gift med Dorotea De Besche (1608–1696). Enligt traditionen skulle han ha kommit till Sverige på 1620-talet, och ha varit son till Sebastian Geijer. Gabriel Anrep uppger att ätten hade innehaft höga poster i samhället i Österrike. Anrep skriver ingenting om att Sebastian Geijer skulle ha levt i Sverige, utan uppger att han bodde i Österrike. Riddarhuset uppger däremot att Christoffer Geijer d.ä. kan ha varit son till en Sebastian Geijer som var munskänk i Nyköping. Svenskt biografiskt lexikon anger att munskänkens namn var Bastian Geiger, i hertig Karls tjänst i Nyköping.
Släkten hade länge sin huvudsakliga hemvist i Värmland, där många av dess medlemmar var bruks- och godsägare. Bengt Gustaf Geijer d.ä. (1682–1746) grundade Uddeholms bolag – Värmlands största industribolag – som han testamenterade som ett slags släktfideikommiss att ägas och förvaltas av hans efterkommande. Andra medlemmar av släkten ägde och utvecklade Rörstrands porslinsfabrik under delar av 1700- och 1800-talen. Även inom kulturen har släkten Geijer lämnat betydande bidrag, inte minst genom historikern, skalden, tonsättaren, politikern med mera Erik Gustaf Geijer (1783–1847).
Bland Geijer-ättlingar märks flera namnkunniga kulturpersonligheter, däribland David Lagercrantz, Agnes von Krusenstjerna och Selma Lagerlöf. Den senare härstammar från nämnda släkt på fler än ett sätt.

## Förgreningar
Släkten består i dag av fyra släktgrenar med namnet Geijer (Bosjö-, Krokstad-, Lindfors- och Ransätergrenarna). Därutöver finns de introducerade adliga ätterna af Geijerstam och von Geijer. Geijerska släktföreningen, bildad 1912, tillhör landets äldsta, och äger och förvaltar Ransäters bruksherrgård, i dag mer känd som Geijersgården i Ransäter. Geijersgården är också namnet på det hus i centrala Uppsala som ligger omedelbart norr om universitetsbiblioteket Carolina Rediviva i kvarteret Slottet, Övre Slottsgatan 2. Det uppfördes 1790 och ägdes 1837–1846 av ovannämnde Erik Gustaf Geijer, som lät bygga om det och skapade den nuvarande exteriören. Släkten är även utgrenad i Norge och USA.
En annan släkt med namnet Geijer uppkom på 1800‑talet när kolugnseldaren på Ljusne bruk Henrik Eriksson tilldelades namnet Geijer av en förvaltare för att särskilja honom från en namne. Henrik Geijers sonson, LO-ordförande Arne Geijer (1910–1979), var alltså inte släkt med den äldre släkten Geijer.

### af Geijerstam
Ätten af Geijerstam utgrenades ur släkten Geijer när bergsrådet och bruksägaren Emanuel Geijer (1730–1788) adlades med namnet af Geijerstam 1773, och introducerades på Riddarhuset året därpå med nummer 2010.

### von Geijer
En annan gren av ätten adlades med namnet von Geijer, nämligen överstelöjtnanten Carl Emanuel Geijer (1777–1865) år 1817 enligt  § 37 av 1809 års regeringsform, vilket innebär att endast huvudmannen innehar adlig värdighet. Ätten introducerades 1818 på nummer 2256, och är fortlevande.

## Personer med efternamnet Geijer eller von Geijer
- Agnes Geijer (1898–1989), textilhistoriker och arkeolog
- Agneta Geijer (1950–1972), konstnär
- Anna Geijer-von Zitzewitz (1891–1988), tysk-svensk konstnär
- Bengt Gustaf Geijer (1682–1746), brukspatron
- Bengt Gustaf Geijer (1724–1817), brukspatron
- Bengt Gustaf Geijer (militär) (1885–1961), militär
- Bengt Reinhold Geijer  (1758–1815), kemist, mineralog, ämbetsman och företagsledare
- Bror Geijer-Göthe (1892–1949), konstnär och textilkonstnär
- Bror von Geijer (1816–1886), militär och politiker
- Carl Geijer (1726–1813), brukspatron
- Carl August Geijer (1839–1909), jurist
- Cecilia Geijer (1955–2009), civilekonom och företagsledare
- Christian Geijer (1880–1968), ingenjör
- Christofer Wilhelm Geijer (1821–1890), bruksägare och politiker
- Christoffer Geijer d.ä. (död 1657), bergmästare, stamfar?
- Edit Geijer-Zander (1913–1988), konstnär
- Erik Geijer (1883–1959), jurist
- Erik Gustaf Geijer (1783–1847), författare, poet, historiker, tonsättare
- Erland Geijer (1889–1965), jurist och bankman
- Ernst Geijer (jurist) (1848–1914), häradshövding
- Ernst Geijer (ingenjör) (1924–2021), bergsingenjör
- Gottschalk Geijer (1850–1924), militär
- Gottschalk von Geijer (1821–1904), militär och godsägare
- Gustaf Geijer (1870–1957), militär och konstnär
- Gösta Geijer (1857–1914), tonsättare och författare
- Herman Geijer (1871–1943), språkforskare
- Herman Geijer (författare) (född 1978), författare och föreläsare
- Ingrid Geijer-Rönningberg (1895–1983), skulptör
- Irma von Geijer, född von Hallwyl (1873–1959)
- Jakob Fredrik Geijer (1823–1881), bruksägare och politiker
- Jonas von Geijer (född 1981), seglare
- Karl Reinhold Geijer (1849–1922), filosof, professor
- Knut von Geijer (1864–1948), borgmästare och politiker
- Lennart Geijer (1909–1999), jurist, politiker, justitieminister, socialdemokrat
- Margit Geijer (1910–1997), författare och konstnär
- Martin Geijer (född 1966), regissör och teaterpedagog
- Mona Geijer-Falkner (1887–1973), skådespelare
- Nina Geijer (1855–1914), träsnidare
- Oscar Geijer (1812–1898), kyrkoherde och politiker
- Per Geijer (1886–1976), mineralog och geolog, professor
- Per Adolf Geijer (1841–1919), filolog
- Per Adolf Geijer (krigsråd) (1767–1826)
- Reinhold Geijer (1872–1965), militär
- Reinhold Geijer (1917–2009), officer och företagsledare
- Reinhold Geijer (född 1953), civilekonom och bankman
- Salomon Gottschalk Geijer (1727–1794), brukspatron
- Sten Geijer (1919–2003), militär
- Vivianne Geijer (född 1941), skulptör
- Wilhelm Geijer (1947–2017), auktoriserad revisor
- Wilhelm von Geijer (1865–1930), löjtnant